# Шевчики
Ше́вчики  (укр. Шевчики — «сапожники») — украинский сюжетный сценический танец-пантомима, впервые поставленный Павлом Вирским. В первоначальном фольклорном хороводе сапожники пели; в сценическом варианте танец развит в пляс и без песни. Музыкальный размер 2/3, выполняется сольно или вдвоём. Музыка в обработке Г. Завгороднего.
Это талантливое театрально-хореографическое произведение стало настолько популярным, что часть исследователей считает его народным танцем.

## История
Вирский, будучи в селе Кропивня Киевской области, узнал о существовании старинного цехового танца «Шевчики» (Сапожники). Опираясь на исполнение этого танца колхозником Иваном Куреневским и на записи старинного хоровода «Шевчик», Павел Вирский создал свой вариант танца.

## Описание
В танце исполнители воспроизводят в движениях работу сапожников: вырезают кожу, сучат смоленую нить (дратву), вынимают изо рта гвозди и забивают их в подошву, а затем чистят пошитый сапог. Во время танца сапожники ведут между собой своеобразный диалог, соревнуясь в мастерстве. Танцоры беспрерывно подскакивают на одной ноге, что создаёт образ мастеров-весельчаков, у которых дело с шутками быстро спорится. В конце танца иногда появляется «заказчица», и мастера оказываются лихими ухажерами и плясунами.